# Мустерю
Мустерю́ (фр. Moustéru, брет. Mousteruz) — коммуна во Франции, находится в регионе Бретань. Департамент — Кот-д’Армор. Входит в состав кантона Каллак. Округ коммуны — Генган.
Код INSEE коммуны — 22156.

## География
Коммуна расположена приблизительно в 420 км к западу от Парижа, в 125 км западнее Ренна, в 35 км к западу от Сен-Бриё.

## Население
Население коммуны на 2016 год составляло 670 человек.
| 1962 | 1968 | 1975 | 1982 | 1990 | 1999 | 2008 | 2016 |
| ---- | ---- | ---- | ---- | ---- | ---- | ---- | ---- |
| 614  | 537  | 511  | 597  | 609  | 594  | 689  | 670  |

## Администрация
| Период | Период | Фамилия       | Партия       | Примечания      |
| ------ | ------ | ------------- | ------------ | --------------- |
| 1983   | 2008   | Андре Ле Филу | Разные левые |                 |
| 2008   |        | Жерар Эрве    | Разные левые | инспектор работ |

## Экономика
В 2007 году среди 417 человек в трудоспособном возрасте (15—64 лет) 304 были экономически активными, 113 — неактивными (показатель активности — 72,9 %, в 1999 году было 68,8 %). Из 304 активных работали 282 человека (154 мужчины и 128 женщин), безработных было 22 (10 мужчин и 12 женщин). Среди 113 неактивных 29 человек были учениками или студентами, 44 — пенсионерами, 40 были неактивными по другим причинам.

## Достопримечательности
- Церковь Нотр-Дам (XVI век). Исторический памятник с 1925 года[3]
- Придорожный крест (1748 год). Исторический памятник с 1926 года[4]

## Фотогалерея
- Церковь Нотр-Дам
- Вокзал (1910 год)
- Военный мемориал
- Карта коммуны